# بيكيتو تورينيزي
بيكيتو تورينيزي هي بلدية في مدينة تورينو الحضرية، في منطقة بيمنتة الإيطالية، وتقع على بعد حوالي 7 كيلومتر (4 ميل) جنوب شرق تورينو .
تقع بيكيتو تورينيزي على حدود البلديات التالية: تورينو، بينو تورينيزي، كيري، مونكالييري، كامبيانو، وتروفاريلو. تشتهر بإنتاج الكرز .